# Octavia E. Butler
Pour les articles homonymes, voir Butler.
Œuvres principales
- La Parabole du semeur
- La Parabole des talents
- Liens de sang
- Série Patternist
- Série Xenogenesis

Compléments
Octavia Butler, née le 22 juin 1947 à Pasadena en Californie et morte le 24 février 2006 à Lake Forest Park dans l'État de Washington, est une écrivaine de science-fiction féministe afro-américaine. Elle est surtout connue pour ses romans Liens de sang, La Parabole du semeur, Le Maître du réseau ainsi que ceux formant la trilogie Xenogenesis.
Orpheline de père à 7 ans, Octavia Estelle Butler, dite Junie, vit dans un quartier mixte, marqué par la pauvreté et le racisme. Élevée par sa mère et sa grand-mère, elle se rend compte de la façon dont elles sont traitées par les employeurs blancs. Le courage dont ces deux femmes ont fait preuve pour assurer leur subsistance inspirera cette autrice. Ainsi la lutte pour la survie est une thématique récurrente dans ses livres.
Passionnée de lecture, elle fréquente la bibliothèque de Pasadena et commence à écrire à 10 ans, inspirée par les contes de fées. Puis elle lit un grand nombre de magazines de science-fiction, de nouvelles et de bandes dessinées. À 12 ans, après avoir vu le film de science-fiction La Martienne diabolique, et malgré le scepticisme de sa grand-mère, elle se lance dans une ébauche de ce qui deviendra la série Patternist.
Diplômée de la John Muir High School en 1965, Octavia Butler enchaîne des petits boulots qu'elle déteste et prend des cours du soir au Pasadena City College. Elle remporte ses premiers concours de nouvelles (universitaire et Writer's digest). Admise à l'université de Californie à Los Angeles (UCLA) elle se rapproche de la Black Student Union  et se met à réfléchir au contexte historique de la soumission, qui va irriguer ses écrits. Encouragée par l'université, elle participe à l'atelier d'écriture des écrivains de science-fiction, le Clarion Workshop et vend ses premières nouvelles.
En 1971, Crossover est publié dans l'anthologie d'Harlan Ellison. En 1974, elle travaille à sa série de cinq romans composant Patternist. En 1978, Octavia Butler peut vivre de sa plume. En 1979, Liens de sang (Kindred) la rend célèbre. Cet ouvrage, devenu un classique de la littérature américaine, est enseigné pour sensibiliser les élèves à la question du racisme et de l'histoire de l'esclavage aux États-Unis. Elle atteint la consécration en remportant plusieurs prix de science-fiction dont le prix Hugo et le prix Nebula en 1984 et 1985. Après un voyage dans la forêt amazonienne et les Andes, elle publie la trilogie Xenogenesis de 1987 à 1989.
Dans les années 1990, elle écrit deux tomes des Paraboles puis renonce à rédiger leur suite. En 1995, elle est la première écrivaine de science-fiction à gagner le prix Genius de la Fondation MacArthur. En 1999, Butler s'installe à Lake Forest Park (Washington) et publie son dernier roman Fledgling en 2005, traduit en français en 2008 sous le titre Novice. Elle meurt de façon brutale dans la rue, le 24 février 2006.
Les principaux thèmes qu'elle traite dans son œuvre sont : la tendance humaine à la hiérarchisation qui mène à la domination d'une partie d'une population sur l'autre ; la célébration de la diversité pour contrecarrer cette domination hiérarchique ; la capacité de survie comme méthode héroïque de résistance ; la création de communautés alternatives d'espèces parfois hybrides.
Octavia Butler est une précurseure de l'afrofuturisme et une figure inspiratrice des Afrocyberféminismes, cycle de rencontres artistiques lancé en 2018.

## Biographie

### Enfance
Octavia Butler naît et grandit à Pasadena, Californie (États-Unis). Elle est la fille de Laurice James Butler et d'Octavia Margaret Guy Butler. Ses quatre frères n'ont pas survécu, ce qui rend sa mère très protectrice. Son père, cireur de chaussures, meurt alors qu'elle a trois ans, elle est alors élevée par sa mère et sa grand-mère dans un environnement baptiste strict,. Elle grandit à Pasadena dans un quartier racialement mixte dans un contexte où la ségrégation est encore pratiqué de facto dans la société américaine. Son environnement de vie est peu favorable, car son quartier Afro-Américain est marqué par la pauvreté et le racisme. Son entourage la surnomme Junie quand elle est petite, sans doute un dérivé de « junior », afin de la différencier de sa mère, également prénommée Octavia (1914-1996). Comme elle passe beaucoup de temps à rêver et prendre des notes dans un carnet rose, des membres de sa propre famille la qualifient de retardée et lente.

### Racines familiales
Sa grand-mère, Estella Edna Haywood Guy (1893-1957) élève ses sept enfants dans une plantation de canne à sucre en Louisiane, dans des conditions qui ne sont guère éloignées de l'esclavage. Elle coupe les cannes à sucre dans les champs, fait bouillir le linge, nettoie et prépare à manger pour la famille blanche qui l'emploie, ainsi que pour la sienne. Elle apprend elle-même à lire à sa fille Octavia Margaret (mère d'Octavia Butler) car il n'y a pas d'école pour les enfants noirs. Elle réussit en travaillant dur à économiser suffisamment pour faire déménager sa famille à Pasadena en 1920, lors de la grande migration afro-américaine, afin de fuir le contexte oppressif des lois Jim Crow,. Elle réussit avec ses économies à acheter une terre située entre les villes de Victorville et Barstow et ses fils, les oncles d'Octavia y construisent un ranch d'élevage de poulets. Ce ranch est détruit par le feu lorsqu'Octavia a quatre ans, et toute la famille présente regarde la maison partir en flammes. Cette vison qui l'a profondément marquée est reprise plus tard dans ses romans, notamment dans la série des Paraboles.
La mère d'Octavia Butler est de nature calme et profondément religieuse. Son rêve est d'avoir une petite maison à elle avec un jardin à cultiver. Elle travaille comme domestique pour nourrir la famille auprès de femmes de la bourgeoisie blanche. Octavia Butler accompagne parfois sa mère sur son lieu de travail et prend conscience de la façon dont sa mère est discriminée par ses employeurs blancs. Elles sont toujours obligées d'entrer par la porte de service à l'arrière de la maison en tant qu'employées,,,. Octavia aborde la question de la résistance et du courage des esclaves et des employées domestique dans son roman Liens de sang (Kindred) à la suite de cette expérience, demeurant reconnaissante à sa mère d'avoir enduré ces humiliations pour assurer leur subsistance.

### Passion pour la lecture
Octavia Butler est une enfant rêveuse et introvertie, et depuis toute petite une timidité extrême lui rend difficile toute sociabilisation avec les autres enfants. Sa légère dyslexie et son physique hors normes (elle est très grande pour son âge) lui valent d'être la cible de harcèlements. Octavia Butler se perçoit comme étant  « ugly and stupid, clumsy, and socially hopeless » (« laide, maladroite et socialement inadaptée »),. On la prend parfois pour un garçon.

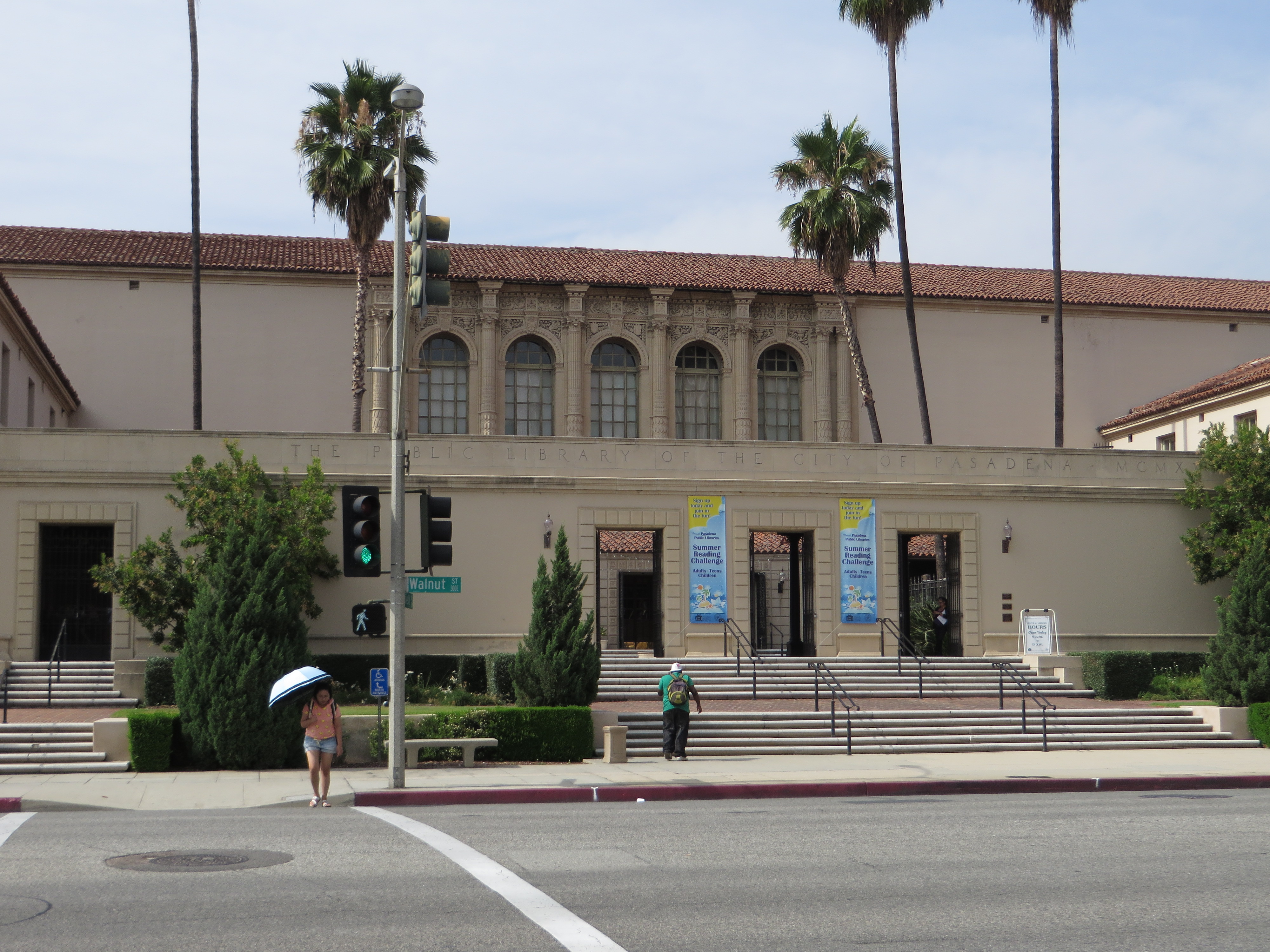
La bibliothèque publique de Pasadena en Californie où se rendait Octavia Butler enfant.

En conséquence, elle passe beaucoup de temps à lire. Sa mère est trop pauvre pour lui acheter des livres, mais elle lui apporte ceux dont ses employeurs ne veulent plus et elle l'emmène à la bibliothèque de Pasadena,. Elle fréquente assidument cette bibliothèque, surtout la salle Peter Pan réservée aux enfants et commence à écrire dans un grand cahier rose. Elle est d'abord attirée par les contes de fées et les histoires de chevaux comme L'Étalon noir. Elle est marquée aussi enfant par la lecture de Bambi, l'histoire d'une vie dans les bois de Felix Salten, parce que les animaux y sont décrits comme s'ils étaient humains.

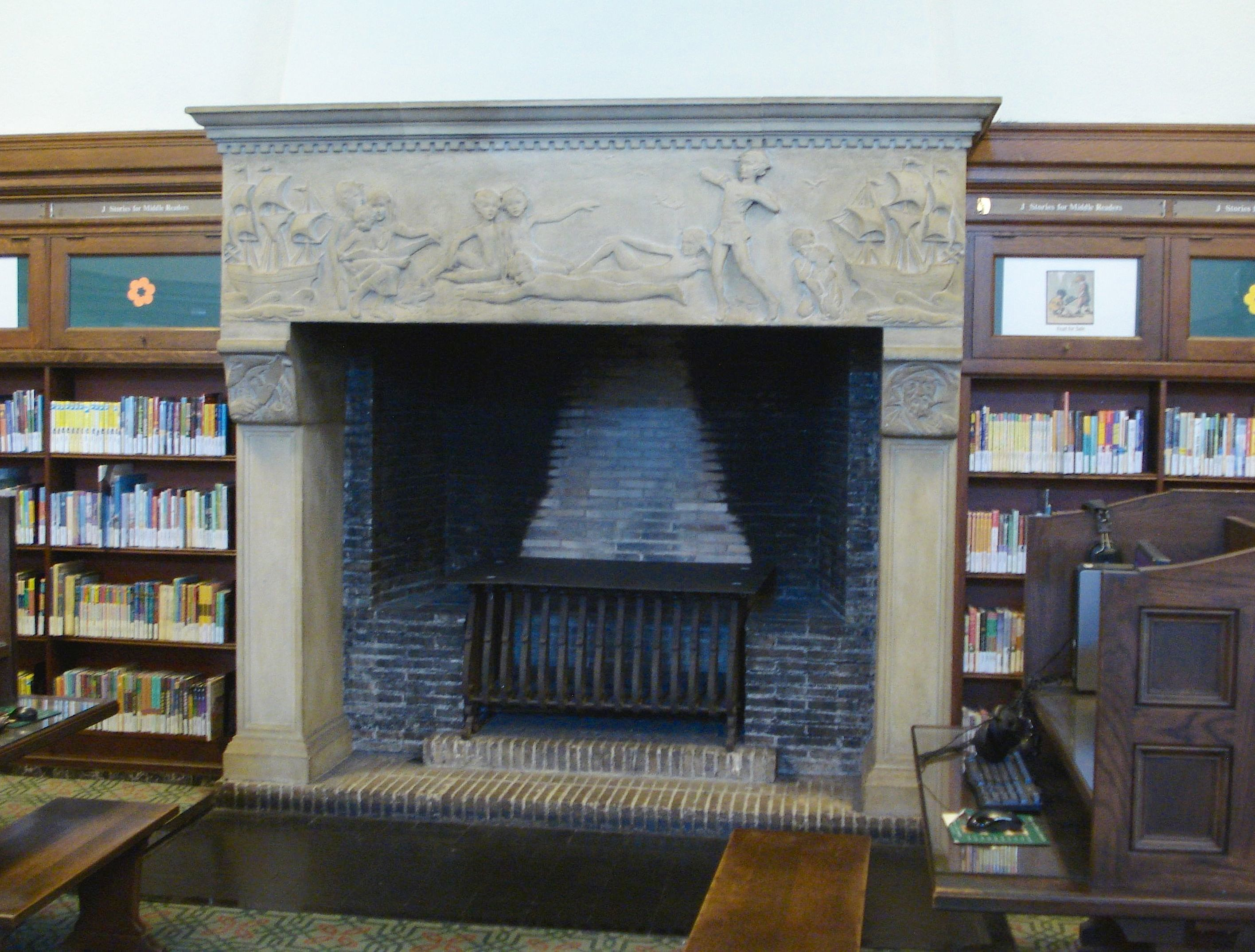
La salle Peter Pan de la bibliothèque de Pasadena.

Elle développe ensuite une passion pour la science-fiction, lisant des magazines de science-fiction achetés dans les épiceries comme Amazing Stories, Galaxy Science Fiction, et The Magazine of Fantasy & Science Fiction. La première histoire de science-fiction pour adulte qu'elle lit est Lorelei of the red mist de Ray Bradbury et Leigh Brackett parue dans Planet Stories en 1946.
Elle commence à lire des nouvelles de John Brunner, Zenna Henderson, et Theodore Sturgeon,. Elle apprécie également  Ursula K. Le Guin, Dune de Frank Herbert et achète le livre Pilgrimage de Zenna Henderson à ses amis pour le lire. Elle est également passionnée par les bandes dessinées, notamment les comics de Marvel.

### Débuts dans l'écriture

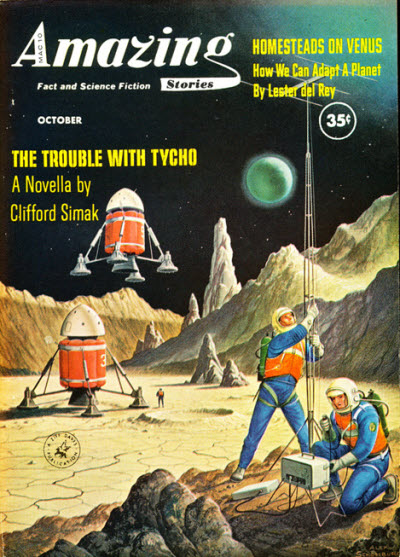
Couverture de Amazing stories de 1960, un magazine qu'Octavia Butler lisait.

À l'âge de dix ans, elle demande à sa mère de lui acheter une machine à écrire Remington sur laquelle elle tape ses histoires avec deux doigts. Ses premières histoires concernent des animaux, notamment des chevaux, qui peuvent changer d'apparence pour tromper ceux qui veulent les capturer.
Elle commence à écrire de la science-fiction dès l'âge de douze ans, après avoir vu le film de SF de David MacDonald en 1954, La Martienne diabolique et se dit qu'elle peut certainement écrire bien mieux. Elle rédige alors une ébauche de ce qui deviendra la série Patternist. Absolument ignorante des obstacles qu'une écrivaine noire pourrait rencontrer, elle doute d'elle pour la première fois quand sa tante Hazel, bien intentionnée lui assène « Honey... Negroes can't be writers » (« Trésor....Les nègres ne peuvent pas être des écrivains »),. Elle persévère néanmoins et demande à son professeur de sciences au collège de lui dactylographier son premier manuscrit qu'elle soumet à un magazine de science-fiction,.

### Formation

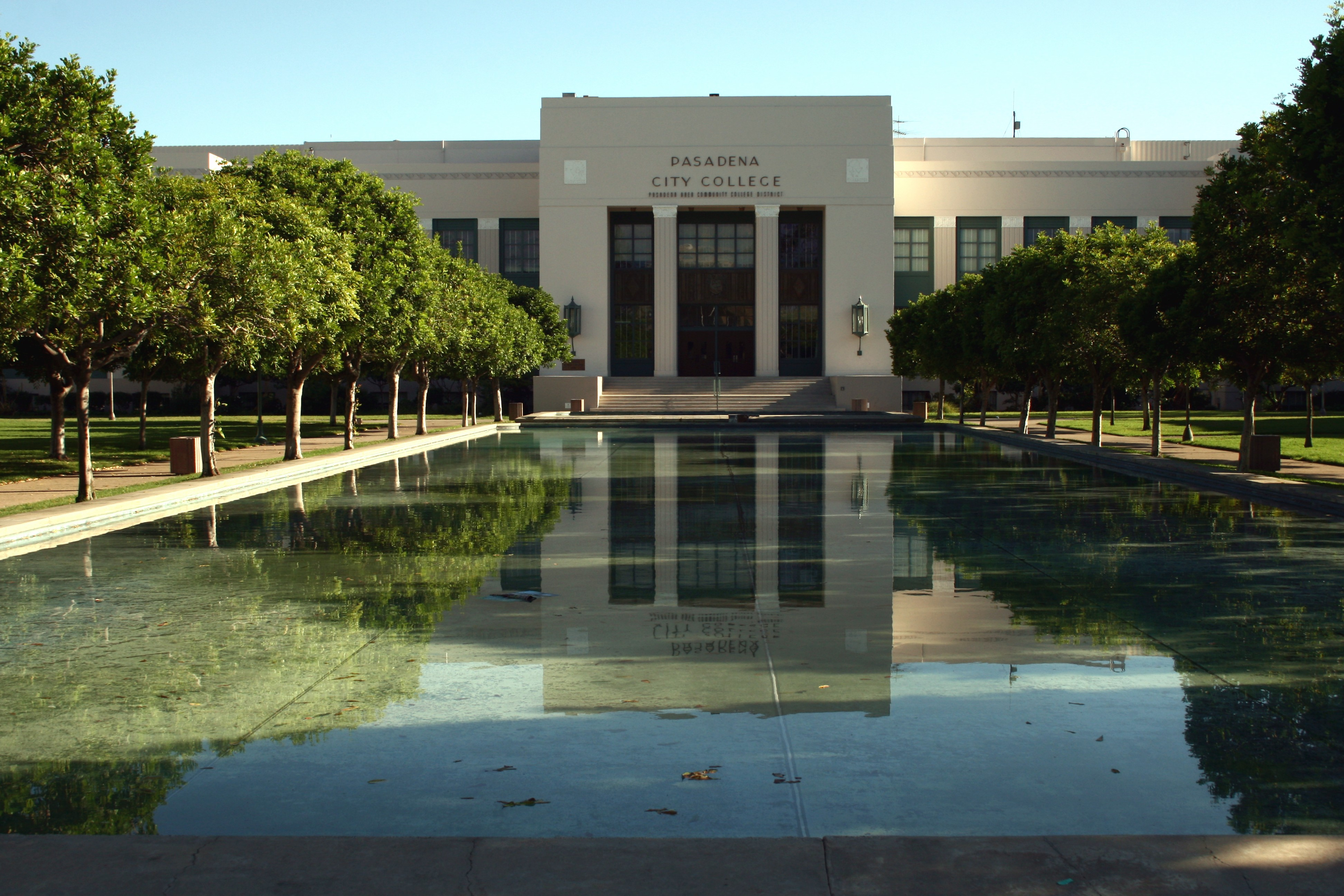
Le Pasadena City College où Octavia Butler prend des cours du soir.

Octavia Butler obtient son diplôme à la John Muir High School en 1965, quelques semaines avant les Émeutes de Watts à Los Angeles, et elle peut se rendre compte des tensions raciales également à Pasadena car elle participe à la Black Student Union.
Sa mère souhaite la voir embrasser une carrière de secrétaire afin d'avoir un revenu stable, mais Octavia Butler ne se décourage pas : elle travaille le jour en cumulant des emplois peu qualifiés (plongeuse, télévendeuse, inspectrice de chips,). Elle étudie également, le soir, au Pasadena City College. Elle se lève à deux heures du matin pour écrire. Au cours de sa première année, en 1966, elle remporte un concours de nouvelles organisé par l'université, ce qui lui permet de percevoir son premier revenu (une dotation de 15 dollars) en tant qu'écrivaine. En 1967, elle participe à un concours de nouvelles du Writer's digest et obtient la cinquième place. Selon les normes de la science-fiction de l'époque, ses intrigues sont centrées sur des protagonistes blancs et masculins.
En 1968, Octavia Butler obtient un Associate degree au Pasadena City College, avec une spécialisation en histoire et elle est admise à l'université de Californie à Los Angeles (UCLA),.
Elle a l'idée de ce qui va devenir son roman Liens de sang à cette époque. Un camarade de classe afro-américain impliqué dans le mouvement Black Power critique fortement les générations précédentes d'Afro-Américains pour leur soumission aux Blancs. Comme Octavia Butler l'explique lors d'entretiens ultérieurs, les propos du jeune homme provoquent un déclic et l'amènent à répondre à ces assertions. En recontextualisant cette soumission, elle démontre que garder le silence peut être compris comme une nécessité pour survivre, une survie silencieuse mais courageuse,.

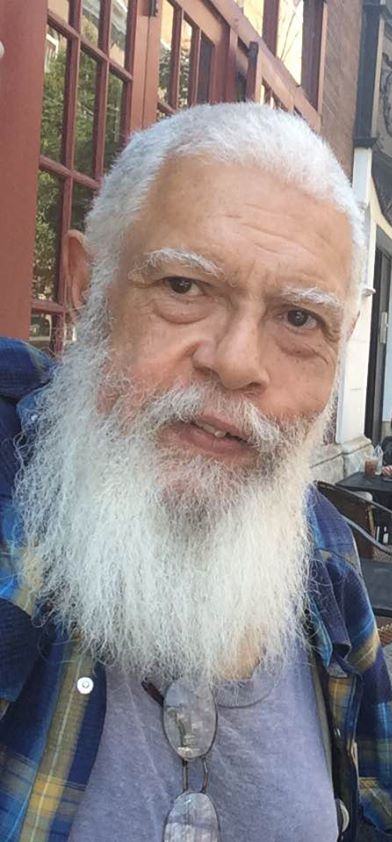
Octavia Butler rencontre Samuel R. Delany en 1970.

En 1969, elle décide de prendre des cours d'écriture créative à l'UCLA. Pendant un atelier portes ouvertes intitulé « Screen Writer's Guild Open Doors Program » de la Writers Guild of America West, un programme destiné à encadrer les écrivaines issues de minorités, son style impressionne l'un des professeurs, l'auteur de science-fiction Harlan Ellison. Bien qu'il indique qu'elle ne soit pas douée pour écrire des scénarios de films, il l'encourage à participer à l'atelier de six semaines des écrivains de science-fiction, le Clarion Workshop en Pennsylvanie avec Vonda McIntyre,. Lors de cet atelier - ou Butler rencontre Samuel R. Delany, qui y enseigne et devient un ami fidèle - elle écrit  Childfinder. Elle vend ses premières nouvelles : Childfinder à Ellison, pour son anthologie The Last Dangerous Visions que ce denier ne publiera jamais de son vivant (le livre est finalement édité ailleurs[Par qui ?], en 2014) et Crossover à Robin Scott Wilson, le directeur du Clarion Workshop, qui la publie dans l'anthologie éditée par l'atelier d'écriture en 1971,,,.
Octavia Butler donne à Harlan Ellison le nom de code « El Llano », une habitude qu'elle a lorsqu'elle tombe sous son charme d'une personne. William Shatner a lui le nom de code « Gelly ». Elle espère développer une relation à la fois de mentorat et d'amour avec Ellison tout en étant lucide sur le risque de perdre son autonomie.

### Ses débuts comme autrice professionnelle
Octavia Butler publie en 1971 ce qui est considéré comme sa première nouvelle, Crossover, et d'autres y compris dans l'anthologie Dangereuses Visions d'Ellison. En 1974, elle commence la rédaction de l'ensemble de romans qui formeront la série Patternist. Dans cet univers, l'humanité est subdivisée en trois groupes génétiques : les « Patternists », des humains supérieurs qui ont acquis des pouvoirs télépathiques et psychokinétiques et qui sont liés au « Maître du réseau », leurs ennemis, les « Clayarks », des super-humains à l'apparence d'animaux mutants, atteints d'une maladie et les « Muets », des humains ordinaires asservis par les Patternists.
Le premier roman, Le Maître du réseau (Patternmaster, 1976), devient finalement le dernier volet dans la chronologie interne de la série. Située dans un futur distant, il raconte le passage à l'âge adulte de Teray, un jeune Patternist qui lutte pour sa position dans la société des Patternists dans le but de devenir Maître du réseau. Puis vient Le Motif (Mind of My Mind, 1977), un prologue au roman Le Maître du réseau, qui se déroule au XXe siècle. L'histoire suit le développement de Mary, la créatrice de la chaîne psionique et la première Maître du réseau à lier tous les Patternists. Le roman raconte aussi sa lutte inéluctable avec son père Doro, un vampire parapsychologique qui cherche à garder le contrôle sur ses enfants psioniques, qu'il a engendrés partout dans le monde depuis des siècles. En 1978, paraît la version anglaise de La Survivante qui est traduite en 1980. En 1978 également, Octavia Butler peut arrêter de travailler et vivre de ses revenus d'écrivaine.
Elle arrête momentanément l'écriture de la série Patternist pour effectuer des recherches pour son livre Liens de sang  en 1974, à la suite de la remarque d'un ami qui trouve qu'il y a trop d'Afro-Américains âgés qui freinent les avancées sociétales des jeunes noirs. Octavia Butler réalise alors que cette personne ne se rend pas compte de l'héroïsme véritable, celui qui consiste à accepter des compromis pour pouvoir uniquement survivre. Publié en 1979, Liens de sang (Kindred), est le récit d'une jeune femme noire qui voyage dans le temps et rencontre ses ancêtres esclaves. Ce roman la rend célèbre.
Elle achève le cycle Patternist avec Mauvaise Graine (1980) et Humains, plus qu'humains (1984).

### Consécration et fin de carrière
Le travail d'Octavia E. Butler commence à être reconnu par ses pairs en 1984 lorsque Speech Sounds remporte le prix Hugo de la meilleure nouvelle courte. Un an plus tard, Enfants de sang (Bloodchild) remporte le prix Hugo de la meilleure nouvelle longue, le prix Locus de la meilleure nouvelle longue, le prix Nebula de la meilleure nouvelle longue et le prix Science Fiction Chronicle Reader de la meilleure nouvelle,. Cette nouvelle, initialement publiée dans Asimov’s Science Fiction en 1984, est souvent considérée comme traitant du sujet de l'esclavage, mais Octavia Butler s'oppose à cette interprétation.
Butler entreprend ensuite un voyage dans la forêt amazonienne et les Andes pour effectuer des recherches pour Xenogenesis, sa série de romans suivante. Elle publie la trilogie Xenogenesis de 1987 à 1989. Le premier tome est édité avec une couverture mettant en scène deux femmes blanches, alors que la protagoniste principale du roman, Lillith, est une femme noire,. L'Aube (Dawn) est publié en 1987, L'Initiation (Adulthood Rites) en 1988 et Imago (Imago) en 1989. Ces romans sont réédités en 2000 en anglais sous les titre Lilith's Brood et Xenogenesis.
En 1995, elle est la première écrivaine de science-fiction à gagner le prix Genius de la Fondation MacArthur et reçoit une dotation de 295 000 dollars, pour récompenser toute sa carrière et la synthèse inédite de la science-fiction avec les thèmes du mysticisme et du spiritualisme afro-américain.
Durant les années 1990, Butler écrit la série de romans qui consolide sa renommée en tant qu'écrivaine : La Parabole du semeur (en 1993) et La Parabole des talents (en 1998). Le Monde considère que « ces deux romans figurent parmi les chefs-d’œuvre de la science-fiction de la fin du siècle dernier ».
La Parabole des talents, second tome de la série Paraboles, remporte le prix Nebula du meilleur roman en 1999. Elle reçoit aussi un PEN award en 2000 pour l'ensemble de ses accomplissements.
En 1999, quelque temps après la mort de sa mère, Butler déménage à Lake Forest Park (Washington). Elle envisage une suite de quatre romans pour la série des Paraboles : Parable of the Trickster, Parable of the Teacher, Parable of Chaos et Parable of Clay. Toutefois après plusieurs tentatives pour débuter l'écriture du premier tome, The Parable of the Trickster, elle abandonne définitivement la série. Dans ses dernières interviews, Butler explique que les recherches et l'écriture de la série des Paraboles l'ont consumée et déprimée, si bien qu'elle décide de se tourner vers une histoire plus joyeuse et légère. Ce livre, Novice, publié en 2005 et traduit en Français 2008, est son dernier roman.
Octavia E. Butler meurt de façon brutale dans la rue, le 24 février 2006, d'une chute ou d'une crise cardiaque selon les sources. Elle repose au Mountain View Cemetery and Mausoleum d'Altadena en Californie, au côté de sa mère Octavia Margaret Butler.

## Thèmes

### Critique de la tendance humaine à la hiérarchisation
Tout au long de sa production littéraire, Octavia Butler explique sa vision de l'humanité comme intrinsèquement viciée par une tendance innée à la pensée hiérarchique. Elle pense que les humains aspirent à dominer, et qu'éliminer un groupe ne peut que mener à son remplacement par un autre. Elle pense également qu'il faut encourager les personnes à ressentir, toucher et connaître,. « La simple brimade de l'ordre », écrit-elle dans son essai A World without Racism, « n'est que le début d'un comportement hiérarchique pouvant mener au racisme, au sexisme, à l'ethnocentrisme, au classisme et à tous les autres « ismes » qui causent tant de souffrances dans le monde. » Ses histoires, alors, rejouent souvent la domination des forts sur les faibles, comme une forme de parasitisme. Ces êtres supérieurs, qu'ils soient extraterrestres, vampires, surhumains ou esclavagistes, se voient défiés par un protagoniste qui incarne la différence, la diversité et le changement.

### Diversité et essentialisme génétique
Les écrits d'Octavia Butler ont fait l'objet de publications scientifiques dans les facultés américaines de langue anglaise, y compris de son vivant. Ainsi, dans son essai sur les antécédents sociobiologiques de la trilogie de Xenogenesis d'Octavia Butler, J. Adam Johns de l'Université de Pittsburg décrit comment ses récits contrecarrent la pulsion de mort derrière l'impulsion hiérarchique avec un amour inné de la vie (qualifié de biophilie), en particulier une vie étrange et différente. Plus précisément, les histoires d'Octavia Butler traitent de la manipulation génétique, du croisement, du métissage, de la symbiose, de la mutation, du contact extraterrestre, du sexe non-consensuel, de la contamination et d'autres formes d'hybridation comme moyens de corriger les causes sociobiologiques de la violence hiérarchique,. Comme le notent De Witt Douglas Kilgore et Ranu Samantrai de l'Université de l'Indiana, « dans les récits d'Octavia Butler, la perte du corps humain est à la fois littérale et métaphorique, car elle symbolise les changements profonds nécessaires pour façonner un monde non organisé par la violence hiérarchique. »
Il existe par ailleurs nombre de débats, dans la recherche académique en sciences humaines, pour savoir si Octavia Butler défend une position d'essentialiste dans son œuvre. Et ceci, tout particulièrement en raison des arguments présentés dans la série Xenogenesis sur le déterminisme génétique des Oankalis. Parmi les chercheurs exerçant dans ce domaine, on compte la professeure de sciences politiques Hoda M. Zaki. Dans son essai de 1990 Utopia, Dystopia,and Ideology in the Science Fiction of Octavia, cette dernière critique Butler pour avoir, selon elle, expliqué les comportements humains par la biologie, avec pour conséquence que la seule solution pour changer ces comportements humains serait d'abandonner le corps humain. Selon Zaki, Butler pense que la nature humaine est fondamentalement violente et donc déficiente. L'origine de cette violence se trouve dans la structure génétique humaine, qui est responsable d'une prédisposition contradictoire à l'intelligence et la hiérarchie. Ceci pousse inévitablement les humains à faire la guerre.
Zaki poursuit son analyse critique en affirmant que l'essentialisme biologique de Butler s'exprime également dans la croyance que les hommes seraient génétiquement plus prédisposés à la violence que les femmes, ce qui en fait, selon cette universitaire, une tenante du féminisme radicale de la deuxième vague du mouvement féministe tout comme Julia Kristeva et Luce Irigaray. Des œuvres comme Herland (1915) de Charlotte Perkins Gilman's qui insistent sur cette différence entre les femmes et les hommes, adoptent le postulat que les femmes sont « naturellement » fortes, pacifiques et nourricières. Tout en leur ressemblant de par son essentialisme, l'œuvre de Butler dans sa diversité raciale en constitue, selon Zaki, tout de même une critique, remettant en cause leur ambition de parler pour toutes l'ensemble des femmes, y compris les femmes de couleur, alors que ces autrices féministes sont blanches. Sur cette période en effet, seules les œuvres de la romancière américaine Dorothy Bryant, The Kin of Ata Are Waiting for You (1976), de Sally Miller Gearhart The Wanderground (en)(1979), et de Marge Piercy Une femme au bord du temps (1976) abordent les questions de diversité raciale, en sus des œuvres de Butler, dans la SF féministe.

### La survie comme méthode héroïque
Les protagonistes d'Octavia Butler sont des personnes privées de leurs droits qui endurent, transigent et adoptent un changement radical pour survivre. Comme le notent De Witt Douglas Kilgore et Ranu Samantrai, ses histoires se concentrent sur les personnages minoritaires que le passé historique rend déjà intimes avec la violation brutale de leurs droits humains et l'exploitation, et donc la nécessité de faire des compromis pour survivre. Même dotés de capacités supplémentaires, ses personnages sont contraints de vivre une détresse et une exclusion physique, mentale et émotionnelle sans précédent afin d'empêcher l'humanité de s’autodétruire. Dans de nombreuses histoires, leurs actes de courage et de résistance deviennent des actes de compréhension et, dans certains cas, d'amour, alors qu'ils parviennent à un compromis crucial avec ceux qui sont au pouvoir. Le thème de la résistance et de la survie et des choix et négociations que doivent opérer certains groupes humains privés de leurs droits face à la terreur qui leur est imposée est récurrent dans l'œuvre d'Octavia Butler, de Liens de sang à la série des Paraboles. Butker dans ces contextes mets en avant l'idée qu'il n'y a pas de héros parfait dans la résistance anti esclavagiste mais des personnes confrontées à des alternatives horribles et humiliantes composées de soumissions, de renoncements et de négociations pour survivre.
Toutefois les travaux d'Octavia Butler ne peuvent être réduits à la simple idée que la finalité de tout art afro-américain serait de se libérer. Octavia Butler écrit souvent à propos de femmes noires renonçant à l'idée de libération (Liens de sang, Mauvaise Graine) sur la base d'arguments stratégiques rationnels. Octavia Butler explique avec finesse que selon le contexte obtenir la liberté est peut-être moins important que d'avoir accès à des choses jugées plus vitales, comme par exemple les ressources nécessaires à la survie, le plaisir ou l'espoir, même si ces éléments sont obtenus dans un contexte de contrainte et de violence comme l'esclavage.

### La création de communautés alternatives
Les histoires d'Octavia Butler mettent en vedette des communautés mixtes fondées par des protagonistes africains. Les membres peuvent être des humains d'ascendance africaine, européenne ou asiatique, extraterrestres (tels que N'Tlic dans Enfants de sang, d'une espèce différente (telle que l'Ina vampirique de Novice), et des espèces résultantes de croisement (telles celles entre les humains et Oankali Akin et Jodahs dans la trilogie Xenogenesis). Dans certaines histoires, le métissage de la communauté donne une vision flexible de la sexualité et du genre (par exemple, les familles élargies polyamoureuses de Novice). Ainsi, Octavia Butler crée des liens entre les groupes qui sont généralement considérés comme séparés et non liés, et suggère l'hybridation et la symbiose comme « la racine potentielle de la bonne famille et de la vie communautaire bénie ».

### Relation avec l'afrofuturisme
Le travail d'Octavia Butler est associé au genre de l'afrofuturisme,, un terme inventé en 1994 par l'essayiste et journaliste américain Mark Dery pour décrire « la fiction spéculative qui traite des thèmes africains-américains et aborde les préoccupations africaines-américaines dans le contexte de la technoculture du XXe siècle » ».
Elle est souvent créditée d'en avoir été une précurseure,. Pour la curatrice en arts visuels franco-sénégalaise Oulimata Gueye, Octavia Butler « se définissait comme histo-futuriste, comme quelqu'un qui regarde vers l'avant sans tourner le dos au passé, combinant un intérêt pour l'humain et pour la technologie. Et effectivement, elle ajoutait qu'il était important pour les personnes noires de ne pas oublier d’où elles viennent ».

### Figure inspirante desAfrocyberféminismes
En 2018, la Gaité Lyrique organise un cycle de six rencontres artistiques intitulé Afrocyberféminismes basé sur l'œuvre d'Octavia Butler et dirigé par les commissaires d'exposition Oulimata Gueye et Marie Lechner. Les deux curatrices choisissent le roman Le Motif, qui peut être compris comme une anticipation des réseaux d'« internet et de l'intelligence artificielle ». L'exposition met en avant des artistes qui s'inspirent de l'œuvre de Butler, comme Kapwani Kiwanga. « Si on s’intéresse au présent et au futur des femmes noires, les plus opprimées d’entre nous tous, c’est l’avenir de l’humanité qu’on éclaire » affirment les organisatrices. Ketty Steward écrit que « Le personnage par défaut de nos fictions futuristes et post-apocalyptiques est un homme blanc, souvent américain, supposé représenter l’universel... ». Pour « changer d'angle », selon sa formulation, il faut se demander « Comment l’œil de celui qui subit des situations d’exclusion voit-il son présent, son avenir et celui des sociétés humaines ? ».

### Prédictions devenues réalité
Dans son roman La Parabole du semeur, paru en 1993, elle imagine un fondamentaliste chrétien qui remporte la présidentielle américaine avec le slogan Make America Great Again qui sera celui de Donald Trump, élu en 2016, et une sécheresse liée au dérèglement climatique qui voit Los Angeles ravagée par des incendies, comme ceux de 2025.

### Archives
Les archives d'Octavia E. Butler sont déposées à la bibliothèque Huntington,.

## Récompenses
L'intégralité des prix obtenus par Octavia Butler figure dans la base isfdb.
- le prix Hugo de la meilleure nouvelle courte 1984 pour Speech Sounds[72];
- le prix Nebula de la meilleure nouvelle longue 1984[73], le prix Hugo de la meilleure nouvelle longue 1985 et le prix Locus de la meilleure nouvelle longue 1985 pour Enfants de sang (Bloodchild), 1985[7] ;
- le prix Nebula du meilleur roman 1994 pour La Parabole du semeur (Parabole of the sower)[73];
- la Bourse MacArthur en 1995[74];
- le PEN Center West Lifetime Achievement Award 1998[7];
- le prix Nebula du meilleur roman 1999 pour La Parabole des talents (Parable of the Talents)[73];
- la citation au Science Fiction Hall of Fame du Museum of Pop Culture de Seattle en 2010[75];
- le prix Solstice Kate Whilhem 2012 à titre posthume[76];
- la cérémonie d'admission au National Women's Hall of Fame en 2021[77].

## Hommage et postérité

### Hommages
En 2007, la Carl Brandon Society, remet le premier prix du fonds Octavia E. Butler Memorial Scholarship. Ce prix permet à des jeunes écrivains de couleur de participer aux ateliers d'écriture Clarion, comme Butler a pu le faire en 1970. En 2011, Ayana A.H. Jamieson fonde la Octavia E. Butler Legacy Network, un collectif dédié à la mémoire de l'œuvre de Butler.
En 2014, son agent d'édition Merrilee Heifetz fait éditer à titre posthume, aux éditions digitales Open Road Integrated Media, deux histoires inédites trouvées au domicile de l'écrivaine : A Necessary Being et Childfinder, grâce à l'aide des archivistes de la bibliothèque Huntington à San Marino, Californie. Childfinder, sa nouvelle de jeunesse issue de son atelier d'écriture devait figurer dans l'anthologie jamais publiée The Last Dangerous Visions de Harlan Ellison. Une série de textes est publiée sous le nom de Octavia's Brood : science fiction stories from social justice movements par les activistes Walidah Imarisha, Adrienne Maree Brown, l'écrivaine Sheree R. Thomas et l'Institute for Anarchist Studies en hommage à son travail, en 2015,.
Tannarive Due la crédite avec Samuel R Delany et Terry McMillan d'avoir ouvert la voie d'un genre littéraire pour les personnes noires.
La chaîne Arte lui consacre un documentaire en 2023. Le 29 juillet 2023, la 37e avenue de la ville de Lake Forest Park est rebaptisée en son honneur .

### Postérité

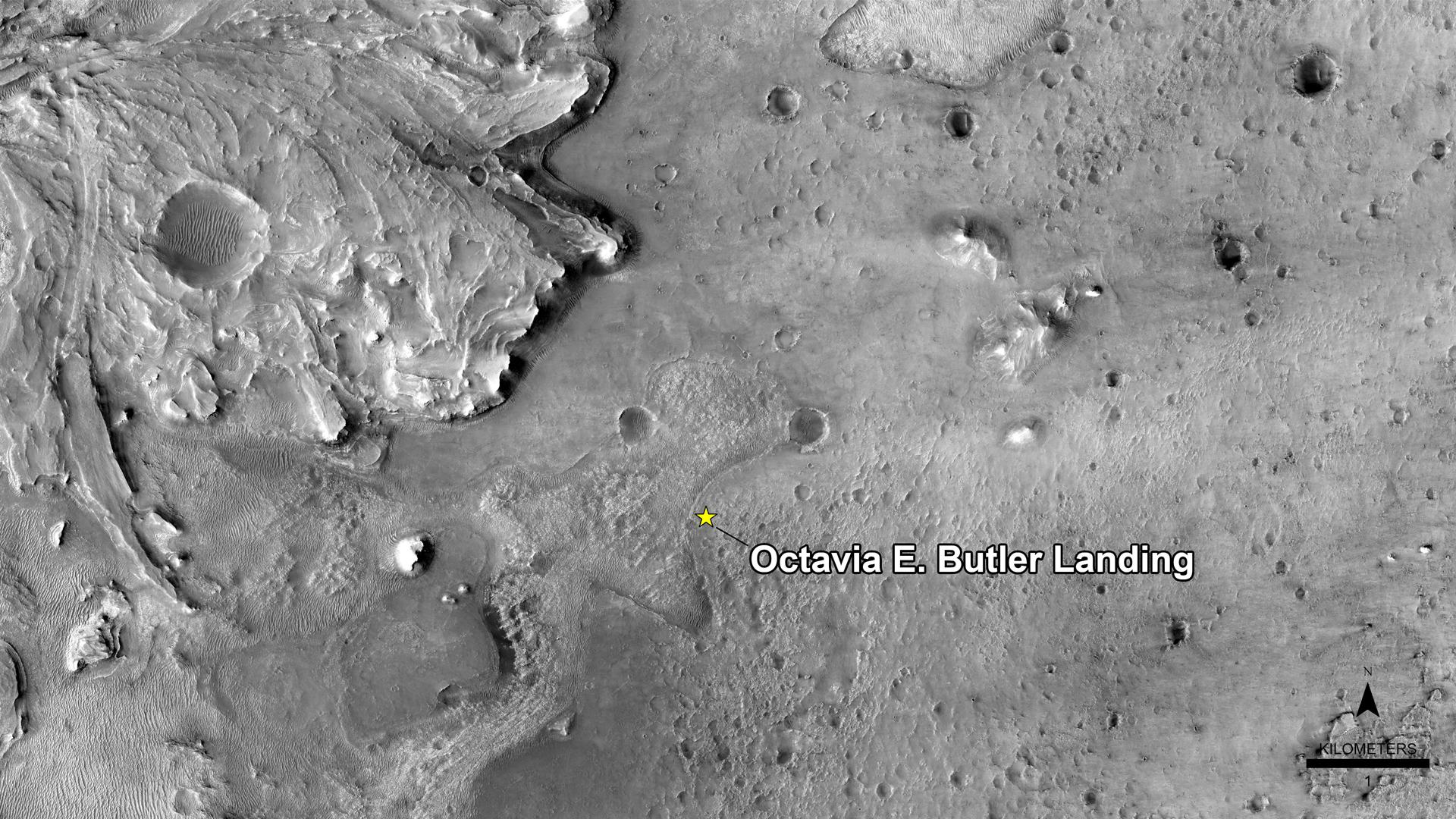
Site d'atterrissage du rover Perseverance nommé Octavia Butler

À la fin des années 1990, la sociologue Alondra Nelson, organise une rencontre sur le thème de la culture de la diaspora noire avec la technologie, la littérature, la poésie, la science-fiction - notamment les œuvres d'Octavia E. Butler - et la fiction spéculative, la musique, les arts visuels et l'internet.
En hommage à l'univers extraterrestre imaginaire d'Octavia Butler, l'Union astronomique internationale donne son nom à une montagne de Charon, la plus grande lune de Pluton : « Butler Mons » (avril 2018).
Le 5 mars 2021, la NASA l'honore en appelant de son nom, le site d'atterrissage du rover Perseverance de la mission Mars 2020, dans le cratère martien Jézéro. Le Jet Propulsion Laboratory qui pilote cette mission se trouve à Pasadena en Californie, ville de naissance d'Octavia Butler.
L'Octavia E. Butler’s Legacy Lives est un festival annuel de science-fiction organisé par la commission scolaire du Pasadena Unified middle school. Un collège de ce district scolaire porte son nom, l'Octavia E. Butler Magnet, (anciennement Washington STEAM Multilingual Academy).

## Œuvres

### SériePatternist
1. Mauvaise Graine, Au diable vauvert, 2025 ((en) Wild Seed, 1980), trad. Jessica Shapiro, 464 p.  (ISBN 979-10-307-0689-5)
2. Le Motif, OPTA, coll. « Club du livre d'anticipation », 1980 ((en) Mind of my Mind, 1976)Réédition dans une traduction révisée par Jessica Shapiro, Au diable vauvert, 2025, 352 p. (ISBN 979-10-307-0448-8) (à paraître le 11 septembre 2025)
3. Humains, plus qu'humains, Presses de la Cité, coll. « Superlights », 1985 ((en) Clay's Ark, 1984)
4. La Survivante, OPTA, coll. « Club du livre d'anticipation », 1980 ((en) Survivor, 1977)
5. Le Maître du réseau, Presses de la Cité, coll. « Futurama » no 12, 1977 ((en) Patternmaster, 1976)

### SérieXenogenesis
1. L'Aube, Au diable vauvert, 2022 ((en) Dawn, 1987), trad. Jessica Shapiro, 432 p.  (ISBN 979-10-307-0506-5)
2. L'Initiation, Au diable vauvert, 2023 ((en) Adulthood Rites, 1988), trad. Jessica Shapiro, 464 p.  (ISBN 979-10-307-0599-7)
3. Imago, Au diable vauvert, 2024 ((en) Imago, 1989), trad. Jessica Shapiro, 384 p.  (ISBN 979-10-307-0637-6)

### SérieParaboles
1. La Parabole du semeur, J'ai lu, coll. « Science-fiction », 2003 ((en) Parable of the Sower, 1993)Réédition, Au diable vauvert, 2001 ; réédition Au diable vauvert, coll. « Les poches du diable », 2020, 361 p. (ISBN 979-10-307-0331-3)
2. La Parabole des talents, Au diable vauvert, 2003 ((en) Parable of the Talents, 1998)Réédition Au diable vauvert, coll. « Les poches du diable », 2021, 555 p. (ISBN 979-10-307-0377-1) - Prix Nebula du meilleur roman 1999

### Romans indépendants
- Liens de sang, Dapper, 2000 ((en) Kindred, 1979)Réédition Au diable vauvert, 2021
- Novice, Au diable vauvert, 2008 ((en) Fledgling, 2005)

### Recueil de nouvelles
- (en) Bloodchild and Other Stories, 1995
- (en) Unexpected Stories, 2014

### Nouvelles parues en français
- Enfants de sang, 2022 ((en) Bloodchild, 1984)Parue dans la revue Bifrost no 108, Le Bélial' - Prix Hugo de la meilleure nouvelle longue 1985, prix Nebula de la meilleure nouvelle longue 1984 et prix Locus de la meilleure nouvelle longue 1985
- Le Soir et le Matin et la Nuit, 1989 ((en) The Evening and the Morning and the Night, 1987)Publiée dans l'anthologie Univers 1989, J'ai lu

### Séries télévisées
- En 2020 Dawn (L'Aube), série adaptée du roman du même nom par Victoria Mahoney, adaptation Ava DuVernay[92],[93].
- En 2022, Liens de sang (Kindred) est adapté en une série télévisée est coproduite par Darren Aronofsky et Joe Weisberg, avec Mallori Johnson dans le rôle principal de Dana, par la chaîne américaine FX[94].

## Anthologies
- Octavia E. Butler, Gerry Canavan et Nisi Shawl, Kindred, Fledgling, collected stories, The Library of America, coll. « The Library of America », 2020 (ISBN 978-1-59853-675-1, OCLC 1151752115).